# 도쿄 시오도메 빌딩

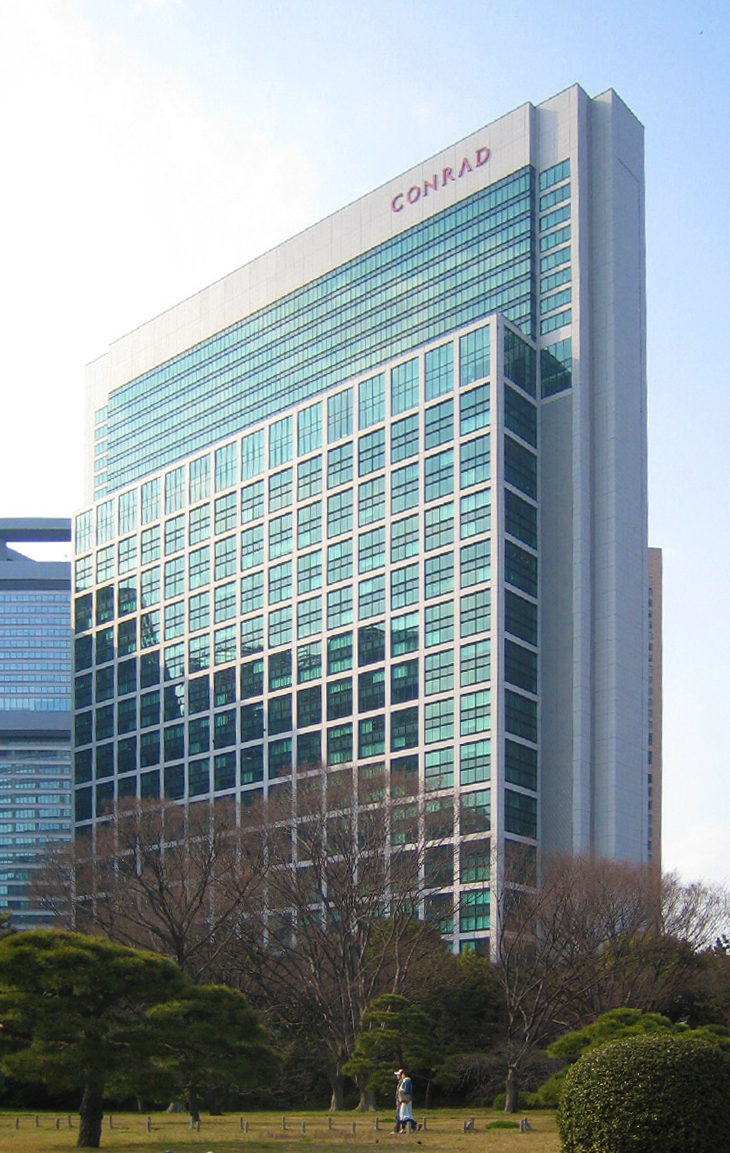
도쿄 시오도메 빌딩

도쿄 시오도메 빌딩(일본어: 東京汐留ビルディング)은 일본 도쿄에 위치한 마천루다.

## 같이 보기
- 일본의 건축물 및 구조물 목록
- 도쿄의 건축물 및 구조물 목록